# Гостомельське шосе
Госто́мельське шосе́ — вулиця у Святошинському районі міста Києва, місцевості Берковець, Пуща-Водиця. Пролягає від Міської вулиці та Великої Кільцевої дороги до межі міста у напрямку Гостомеля, частина автошляху Київ—Ковель. 

## Історія
Як вулиця шосе виникло у 30-х роках XX століття вздовж давнього шляху на Гостомель, звідки й походить назва. В 1961 році до складу шосе увійшло Новогостомельське шосе, в 1977 році — Малинська вулиця.
До 1972 року до складу шосе входили також: вулиця Мрії, частина вулиць Стеценка (від Мрії до проспекту Академіка Палладіна) та Міської.